# A City of Benares elsüllyesztése
Az SS City of Benares brit utas- és teherszállító gőzöst 1940. szeptember 18-án süllyesztette el a Heinrich Bleichrodt által irányított U–48 német tengeralattjáró. A hajó fedélzetén sok angol gyerek utazott, akit a brit kormány evakuált a német légitámadások elől. A tragédia után London nem küldött több gyereket a tengerentúlra.

## A támadás
Az OB–213 kódjelű konvoj 19 hajója Liverpoolból tartott a kanadai Québecbe több mint négyszáz emberrel a fedélzetén. A szeptember 13-án indult hajókaravánt négy nappal később, 10 óra 2 perckor vette észre a Heinrich Bleichrodt által irányított U–48 búvárhajó. A tengeralattjáró követni kezdte a konvojt, majd 23 óra 45 perckor két torpedót lőtt ki a középső oszlop élén haladó zászlóshajóra, a 11 ezer 81 tonnás City of Benaresre. A lövedékek célt tévesztettek. Éjfél után egy perccel az U–48 ismét tüzelt, ezúttal sikeresen. Hat perccel később torpedótalálat érte a Marina nevű hajót, majd  az U-48 megpróbált elsüllyeszteni egy tartályhajót, de az kitért a torpedó elől.
Az eredetileg trópusi, bombayi utakra tervezett City of Benares 253 mérföldre az írországi Rockalltól nyugat-délnyugatra haladt, amikor a torpedó eltalálta. A helyzetet súlyosbította, hogy a hajó 600 mérföldre volt a legközelebbi szárazföldtől, amikor találat érte. A sérült hajót sikerült negyedóra alatt kiüríteni, de problémák adódtak a mentőcsónakok leeresztésével. A HMS Hurricane 105 túlélőt vett fedélzetére, 42 további hajótörött még nyolc napig hánykolódott a tengeren, amíg a HMS Anthony rájuk nem bukkant. A legénység 121 tagja, köztük E. J. G. Mackinnona ellentengernagy, a konvoj parancsnoka, valamint a hajó kapitánya és 134 utas meghalt. A hajó fedélzetén 90 gyermek utazott, akiket Nagy-Britanniából Kanadába vitt a hajó, hogy kimenekítsék őket a német légitámadások elől. Közülük 77-en meghaltak.

## Az evakuálás vége
A gyerekeket elsősorban a harci morál erősítése miatt evakuálták a német légitámadások elől Nagy-Britannia tengerentúli területeire, elsősorban Kanadába, Új-Zélandra és Ausztráliába, illetve az Amerikai Egyesült Államokba. A City of Benares elsüllyesztése után London leállította a gyerekek szervezett kimentését a szigetországból.
Rolf Hilse, az U-48 rádiósa a támadás hatvanadik évfordulóján azt mondta a BBC-nek: nem tudták, hogy a hajó utasokat, köztük sok gyereket visz a fedélzetén. Hozzátette, hogy a parancsnok pusztán azért választotta célpontnak a City of Benarest, mert az volt a konvoj legnagyobb egysége.